# Theatrhythm Final Bar Line
Theatrhythm Final Bar Line est un jeu vidéo de rythme développé par indieszero et édité par Square Enix sorti le 16 février 2023 sur PlayStation 4 et Nintendo Switch. C'est le cinquième jeu de la série Theatrhythm.

## Système de jeu
À l'instar de Theatrhythm Final Fantasy, le jeu reprend les thèmes musicaux de la licence Final Fantasy du premier épisode principal de la licence à Final Fantasy XV en passant par Final Fantasy VII Remake.

## Développement
Le jeu est annoncé en septembre 2022 lors d'un Nintendo Direct pour le 16 février 2023.

## Accueil
Le jeu reçoit un accueil généralement favorable selon l'agrégateur de notes Metacritic.